# Élections législatives de 1958 dans les Ardennes
Les élections législatives françaises de 1958 se déroulent les 23 et 30 novembre 1958. Dans le département des Ardennes, trois députés sont à élire dans le cadre de trois circonscriptions.

## Élus
| Circonscription | Député élu     | Parti | Parti |
| --------------- | -------------- | ----- | ----- |
| 1re             | Michel Colinet |       | CNIP  |
| 2e              | Maurice Blin   |       | MRP   |
| 3e              | Roger Noiret   |       | UNR   |

## Système électoral
Pour la première fois depuis 1936, les élections législatives ont lieu au scrutin uninominal majoritaire à deux tours dans des circonscriptions uninominales.
Est élu au premier tour le candidat qui réunit la majorité absolue des suffrages exprimés et un nombre de voix au moins égal au quart (25 %) des électeurs inscrits dans la circonscription. Si aucun des candidats ne satisfait ces conditions, un second tour est organisé entre les candidats ayant réuni un nombre de voix au moins égal à 5 % des suffrages exprimés. Au second tour, le candidat arrivé en tête est déclaré élu.
Le seuil de qualification, basé sur un pourcentage relativement faible des suffrages exprimés, tend à faciliter l'accès au second tour de plus de deux candidats. Les candidats en lice au second tour peuvent ainsi fréquemment être trois, un cas de figure appelé « triangulaire ». Lorsque quatre candidats s'affrontent au second tour, on parle de « quadrangulaire ».

## Résultats

### Résultats à l'échelle du département
| Parti          | Parti                                            | Premier tour | Premier tour | Second tour | Second tour | Sièges |
| Parti          | Parti                                            | Voix         | %            | Voix        | %           | Sièges |
| -------------- | ------------------------------------------------ | ------------ | ------------ | ----------- | ----------- | ------ |
|                | Union pour la nouvelle République                | 26 340       | 20,58        | 30 277      | 22,86       | 1      |
|                | Centre national des indépendants et paysans      | 17 262       | 13,49        | 22 007      | 16,61       | 1      |
|                | Modérés                                          | 5 838        | 4,56         | Retrait     | Retrait     | 0      |
|                | Droite parlementaire                             | 49 440       | 38,64        | 52 284      | 39,47       | 2      |
|                |                                                  |              |              |             |             |        |
|                | Parti communiste français                        | 24 923       | 19,48        | 24 944      | 18,83       | 0      |
|                | Mouvement républicain populaire                  | 18 133       | 14,17        | 31 098      | 23,48       | 1      |
|                | Section française de l'Internationale ouvrière   | 17 036       | 13,31        | 8 105       | 6,12        | 0      |
|                | Union des forces démocratiques                   | 9 970        | 7,79         | 16 029      | 12,10       | 0      |
|                | Parti républicain, radical et radical-socialiste | 4 774        | 3,73         | Retrait     | Retrait     | 0      |
|                | Centre républicain                               | 3 690        | 2,88         | Retrait     | Retrait     | 0      |
|                |                                                  |              |              |             |             |        |
| Inscrits       | Inscrits                                         | 166 616      | 100,00       | 166 636     | 100,00      | 3      |
| Abstentions    | Abstentions                                      | 35 473       | 21,29        | 31 921      | 19,16       |        |
| Votants        | Votants                                          | 131 143      | 78,71        | 134 715     | 80,84       |        |
| Blancs et nuls | Blancs et nuls                                   | 3 177        | 2,42         | 2 255       | 1,67        |        |
| Exprimés       | Exprimés                                         | 127 966      | 97,58        | 132 460     | 98,33       |        |

### Résultats par circonscription

#### Première circonscription (Mézières - Rethel)
| Candidat       | Candidat           | Parti          | Premier tour | Premier tour | Second tour | Second tour |  |
| Candidat       | Candidat           | Parti          | Voix         | %            | Voix        | %           |  |
| -------------- | ------------------ | -------------- | ------------ | ------------ | ----------- | ----------- |  |
|                | Roger Villemaux    | PCF            | 8 458        | 20,61        | 10 490      | 24,47       |  |
|                | René Penoy         | MRP            | 7 817        | 19,05        | 10 529      | 24,56       |  |
|                | Michel Colinet élu | CNIP           | 7 395        | 18,02        | 13 746      | 32,06       |  |
|                | Camille Lassaux    | SFIO           | 7 088        | 17,27        | 8 105       | 18,91       |  |
|                | Lucien Meunier     | UNR            | 6 401        | 15,6         | Retrait     | Retrait     |  |
|                | Pierre Toufflin    | Radsoc         | 2 634        | 6,42         | Retrait     | Retrait     |  |
|                | Daniel Boule       | UGS            | 1 242        | 3,03         |             |             |  |
|                |                    |                |              |              |             |             |  |
| Inscrits       | Inscrits           | Inscrits       | 54 450       | 100,00       | 54 436      | 100,00      |  |
| Abstentions    | Abstentions        | Abstentions    | 12 277       | 22,55        | 10 905      | 20,03       |  |
| Votants        | Votants            | Votants        | 42 173       | 77,45        | 43 531      | 79,97       |  |
| Blancs et nuls | Blancs et nuls     | Blancs et nuls | 1 138        | 2,7          | 661         | 1,52        |  |
| Exprimés       | Exprimés           | Exprimés       | 41 035       | 97,3         | 42 870      | 98,48       |  |

#### Deuxième circonscription (Charleville - Givet)
| Candidat       | Candidat         | Parti          | Premier tour | Premier tour | Second tour | Second tour |  |
| Candidat       | Candidat         | Parti          | Voix         | %            | Voix        | %           |  |
| -------------- | ---------------- | -------------- | ------------ | ------------ | ----------- | ----------- |  |
|                | Pierre Lareppe   | PCF            | 10 540       | 23,21        | 14 454      | 30,79       |  |
|                | Maurice Blin élu | MRP            | 10 316       | 22,71        | 20 569      | 43,82       |  |
|                | Henri Gervois    | UNR            | 10 262       | 22,6         | 11 915      | 25,38       |  |
|                | Camille Titeux   | SFIO           | 6 950        | 15,3         | Retrait     | Retrait     |  |
|                | Roger Grétéré    | Modérés        | 4 744        | 10,45        | Retrait     | Retrait     |  |
|                | Jacques Vadon    | UFD            | 1 509        | 3,32         | Retrait     | Retrait     |  |
|                | René Godard      | Modérés        | 1 094        | 2,41         |             |             |  |
|                |                  |                |              |              |             |             |  |
| Inscrits       | Inscrits         | Inscrits       | 59 393       | 100,00       | 59 430      | 100,00      |  |
| Abstentions    | Abstentions      | Abstentions    | 12 909       | 21,73        | 11 587      | 19,5        |  |
| Votants        | Votants          | Votants        | 46 484       | 78,27        | 47 843      | 80,5        |  |
| Blancs et nuls | Blancs et nuls   | Blancs et nuls | 1 069        | 2,3          | 905         | 1,89        |  |
| Exprimés       | Exprimés         | Exprimés       | 45 415       | 97,7         | 46 938      | 98,11       |  |

#### Troisième circonscription (Sedan - Vouziers)
| Candidat       | Candidat         | Parti          | Premier tour | Premier tour | Second tour | Second tour |  |
| Candidat       | Candidat         | Parti          | Voix         | %            | Voix        | %           |  |
| -------------- | ---------------- | -------------- | ------------ | ------------ | ----------- | ----------- |  |
|                | René Dumay       | CNIP           | 9 867        | 23,77        | 8 261       | 19,37       |  |
|                | Roger Noiret élu | UNR            | 9 677        | 23,31        | 18 362      | 43,05       |  |
|                | Guy Desson       | UFD            | 7 219        | 17,39        | 16 029      | 37,58       |  |
|                | Guy du Souich    | PCF            | 5 925        | 14,27        | Retrait     | Retrait     |  |
|                | Jacques Rousseau | CR             | 3 690        | 8,89         | Retrait     | Retrait     |  |
|                | Othello Frezzato | SFIO           | 2 998        | 7,22         | Retrait     | Retrait     |  |
|                | René Henriet     | Radsoc         | 2 140        | 5,15         | Retrait     | Retrait     |  |
|                |                  |                |              |              |             |             |  |
| Inscrits       | Inscrits         | Inscrits       | 52 773       | 100,00       | 52 770      | 100,00      |  |
| Abstentions    | Abstentions      | Abstentions    | 10 287       | 19,49        | 9 429       | 17,87       |  |
| Votants        | Votants          | Votants        | 42 486       | 80,51        | 43 341      | 82,13       |  |
| Blancs et nuls | Blancs et nuls   | Blancs et nuls | 970          | 2,28         | 689         | 1,59        |  |
| Exprimés       | Exprimés         | Exprimés       | 41 516       | 97,72        | 42 652      | 98,41       |  |